# Eduard Fraenkel
Eduard Fraenkel, född den 17 mars 1888 i Berlin, död den 5 februari 1970 i Oxford, var en tysk-engelsk klassisk filolog.
Fraenkel studerade klassisk filologi i Berlin och i Göttingen, där han 1912 promoverades till filosofie doktor. Efter att ha varit verksam vid Thesaurus Linguae Latinae i München genomförde han 1917 sin habilitation i Berlin med undersökningar om originaliteten hos Plautus. År 1920 utnämndes han där till extra ordinarie professor. Tre år senare antog han en kallelse till ordinarie professor i klassisk filologi vid Kiels universitet. År 1928 flyttade han (som efterträdare till Richard Reitzenstein på den lärostol som tidigare tillhörde hans lärare Friedrich Leo) till Göttingen, tre år senare till Freiburg. Vid sidan av sin tjänst där höll han föreläsningar vid universitetet i Basel.
Efter nationalsocialisternas maktövertagande fråntogs Fraenkel sin tjänst och utvandrade 1934 till England. Han hade 1932 invalts i Heidelberger Akademie der Wissenschaften, där han 1939 ströks från medlemsrullan. Från 1935 till sin pensionering 1953 var han verksam som professor i latinsk filologi vid Corpus Christi College i Oxford. År 1951 invaldes Fraenkel som korresponderande ledamot av den filosofisk-historiska klassen i Bayerische Akademie der Wissenschaften. Efter sin emeritering var han gästprofessor vid olika universitet i Italien och Tyskland. Den filosofiska fakulteten vid Freie Universität Berlin kallade honom 1963 till hedersdoktor.
I sitt vetenskapliga arbete präglades Fraenkel framför allt av sina lärare Ulrich von Wilamowitz-Moellendorff (Berlin) och Friedrich Leo (Göttingen). Han forskade såväl om de grekiska dramatikerna Aristofanes, Euripides och Aischylos som om den latinske poeten Horatius och hans grekiska förebilder, Cicero, den latinska prosodin och metriken och om romersk rätt. Till lärjungar hörde bland andra Martin Litchfield West och Colin William MacLeod. Av honom präglades i stor utsträckning även Sebastiano Timpanaro, som lärde känna honom vid de gästseminarier, som Fraenkel under flera år höll vid Scuola Normale Superiore di Pisa.
Fraenkel gifte sig 1918 i Berlin med Ruth von Velsen (1892–1970), yngre syster till författarinnan och kvinnorättskämpen Dorothee von Velsen (1883–1970). Efter hustruns död begick han, över 80 år gammal, självmord. Genom sin syster Lilli var Eduard Fraenkel svåger med sin namne, den klassiske filologen Hermann Fränkel. År 1965 tilldelades han Kenyon Medal for Classical Studies och 1966 Turinakademiens stora Vallauripris..